# Buntești
Buntești is een Roemeense gemeente in het district Bihor.
Buntești telt 4649 inwoners.